# Vignir Svavarsson
Vignir Svavarsson, né le 20 juin 1980 à Reykjavik, est un handballeur islandais.

## Club
- Haukar Hafnarfjörður : avant 2005
- Skjern Håndbold : 2005-2008
- TBV Lemgo : 2008-2010
- TSV Hannover-Burgdorf : 2010-2012
- GWD Minden : 2012-2014
- HC Midtjylland : depuis 2014

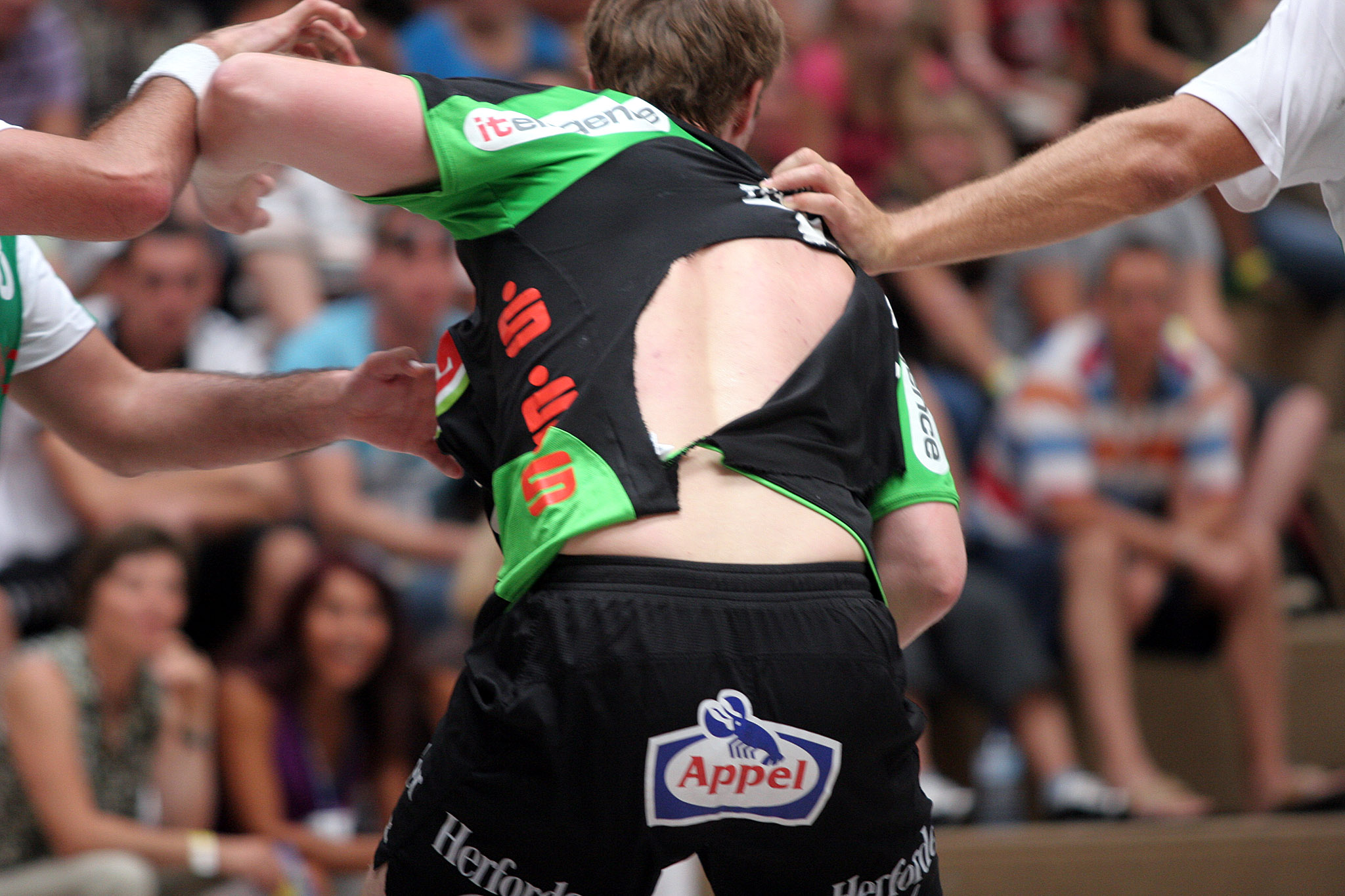
Vignir Svavarsson, sous le « maillot » du TBV Lemgo.

## Palmarès

### Club
- Coupe EHF en 2010 avec le TBV Lemgo

### Équipe nationale
- Championnat d'Europe
  -  Médaille de bronze au Championnat d'Europe 2010

- Jeux olympiques
  - 5e aux Jeux olympiques 2012 à Londres